# Mondia (azienda)
Mondia è un'azienda italiana,  che venne fondata in Svizzera: produce orologi e appartiene al gruppo italiano Sordi orologi.

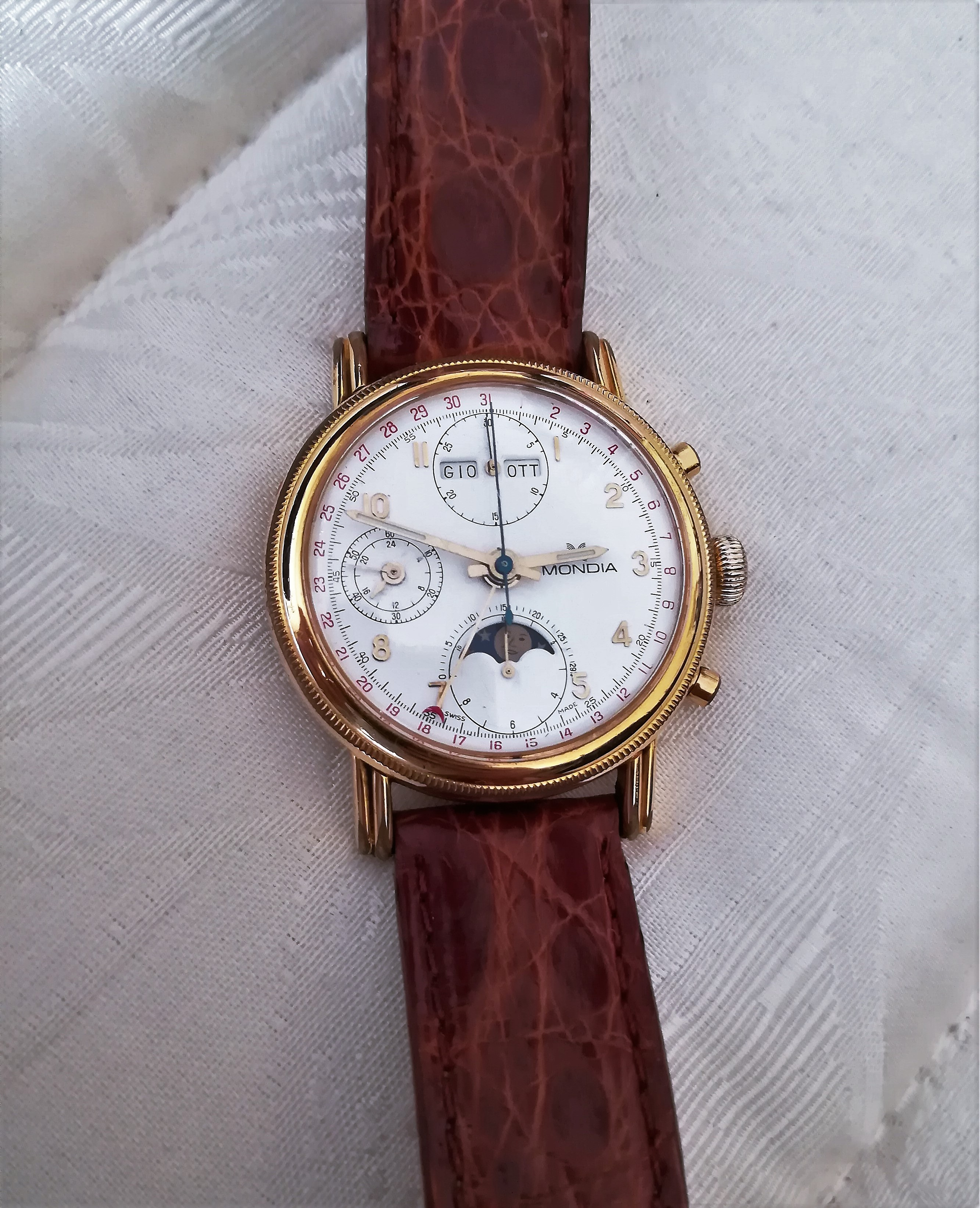
Mondia cronografo calendario completo a carica manuale placcato oro, fine anni ottanta - inizio anni novanta

## Il marchio
Mondia sorge nel 1935 a La Chaux-de-Fonds, in Svizzera, grazie alle abilità tecniche e alla vena imprenditoriale di Paul Vermot. Il marchio registrato si pone come obiettivo quello di produrre “orologi di ogni genere e movimenti di orologi”. 

## Produzione del XX secolo

### Anni cinquanta: primi orologi meccanici e svegliarini da polso
Nel corso dei decenni la ditta propone al pubblico segnatempo, molti dei quali con il nome “Supersuisso” stampato sul quadrante, con soluzioni tecniche interessanti, come gli svegliarini, lanciati a metà anni cinquanta e animati dal movimento AS 1475, seguendo l’esempio del Vulcain Cricket, del Jaeger-LeCoultre Memovox e del Seiko Bellmatic, o come i carica manuale con indicatore di riserva di carica, animati sempre da calibri AS. Elegante il logo usato per buona parte del decennio, con il font corsivo ripreso oggi in alcuni modelli heritage.

### Anni sessanta: l'ampliamento dell'offerta
Negli anni sessanta Mondia si pone come obiettivo quello di ampliare la propria produzione, cercando di sottrarre clienti a innumerevoli case orologiere che stanno popolando in quei decenni il mercato.
Un esempio di questi anni è il Littoral, un segnatempo a carica manuale con cassa a cuscino.
Altro modello simbolo degli anni sessanta è lo Stellaris, orologio elegante, con movimento AS a carica automatica, presentato anche in versione day-date, poi affiancato e sostituito dallo Skystar, dalle linee meno personali, con cassa tonda o a cuscino. La Maison decide inoltre di cambiare il design del proprio logo, per rimanere anche visivamente più al passo coi tempi.
Sul finire del decennio appare anche il 777 Aquaflex, dalla cassa a cioccolatino, ma con i lati smussati. Grazie alla forma della cassa e agli indici rettangolari applicati dava l’impressione di maggior robustezza, tanto che le pubblicità dell’epoca lo accostavano ad attività sportive, sebbene fosse garantito impermeabile allo stesso modo dello Stellaris.

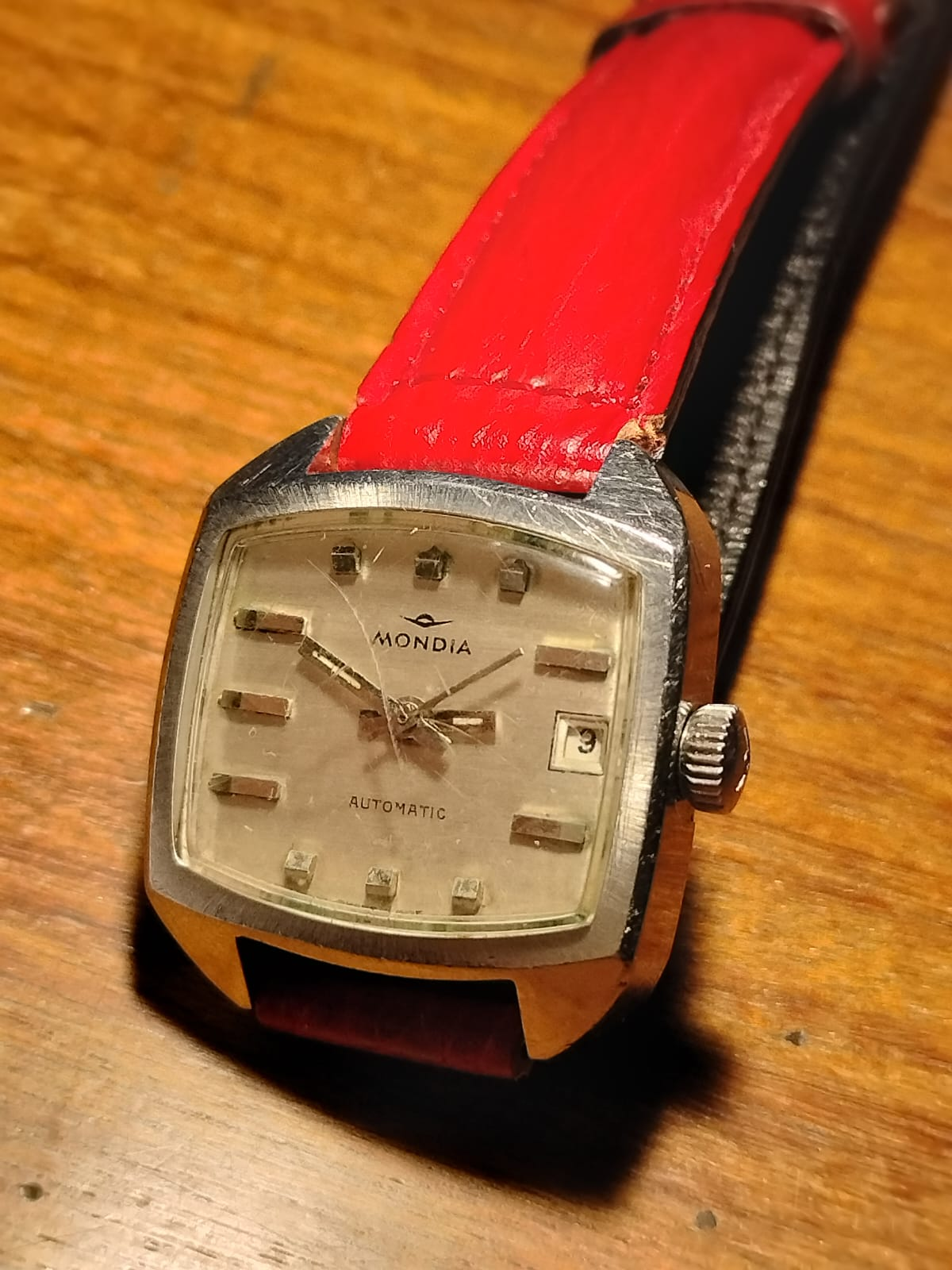
Mondia automatico da donna, fine anni sessanta - inizio anni settanta

Più elegante, con cassa quadrata, era invece il Deauville.

### Anni settanta: stravaganze estetiche e crisi dell'orologeria meccanica
Sono i vulcanici anni settanta a portare i più grandi sconvolgimenti: nel 1969, la Maison entra a far parte della holding “Movado-Zenith-Mondia” e la partnership con la Casa della stella consente a Mondia di usufruire di calibri (come ad esempio il 2572PC), casse e componentistica varia Zenith, quindi di alta qualità, pur mantenendo un prezzo competitivo. Addirittura i loghi adoperati da Zenith e da Mondia paiono assumere delle sembianze complementari, proprio a voler significare lo stretto legame che intercorre.
In un decennio di sperimentazione di design e di tecnologie, come gli anni settanta, viene offerto sul mercato il Top Second, un segnatempo automatico del quale si poteva immediatamente capire il funzionamento osservando una luce a led a ore 6: se lampeggiava significava che l’orologio stava marciando. L’improvvisa passione per lo spazio, data dal recente allunaggio, viene avvertita anche da Mondia che lancia il Moonlander crono, animato da movimento Valjoux, con un meraviglioso fondello recante l’incisione di un allunaggio. Da segnalare è anche un bellissimo “Doctor Watch”, con cassa rettangolare, sulla falsariga dei più famosi Alpina-Gruen e Rolex realizzati tra gli anni venti e trenta.
Altri esempi di stravaganza estetica sono dati dal Mondia Moonstone, con cassa in plastica nera, e dal Parade, dai quadranti e dai colori decisamente futuristici. Grazie a queste produzioni la casa si propone come la più vivace in termini stilistici all’interno del gruppo Movado-Zenith-Mondia, e probabilmente anche quella che risente meno della crisi dell’orologeria meccanica.
In questi anni Mondia compie un importante salto di qualità, e per sottolineare la partnership, sul cartellino del prezzo viene riportata la frase “venduto e garantito da Zenith”.
Altri pezzi degni di nota sono il Mondia Cronografo “Big Eye”, con cassa a cuscino, animato dal Valjoux 7733, con subdial sovradimensionato per i minuti cronografici, e il Friendship Diver, montante calibro AS (Adolf Schild) e impermeabile fino a 200 metri. Animato sempre da un AS è anche un segnatempo con data e giorno della settimana, con la stessa forma del Moonlander, a 36.000 alternanze/orarie. Ma la vera e propria “chicca”, oggi anche piuttosto dispendiosa, è il Mondia Memory, un orologio di 41 mm di diametro nato per calcolare il tempo residuo del parchimetro, grazie ai numeri sul rehaut simili a quelli della scala numerata dei diver. Sul fondello, poi, riportava le indicazioni dei diversi fusi orari nel mondo. Qualcosa di simile, ma meno “spettacolare”, era già stato visto su un Framont negli anni sessanta, figlio a sua volta del Jaeger-LeCoultre Memovox Parking del 1958: qui era la funzione di svegliarino a ricordare, grazie a un allarme sonoro, la fine della sosta. Nato in realtà a fine anni sessanta, il primo Mondia Memory aveva tre corone, due delle quali utili a ruotare due dischi posti sul rehaut necessari a calcolare la velocità media, ma ben presto il Memory più famoso divenne quello con funzione di “parking watch”.
Questo “periodo d’oro” lungo tutti gli anni settanta, procede con buone fortune per la casa produttrice di segnatempo di fascia entry level, ma in maniera piuttosto instabile per Zenith, fiaccata dalla rivoluzione del quarzo, tecnologia lanciata nel dicembre 1969 da Seiko. Nel 1972 la quota di maggioranza di “Movado-Zenith-Mondia” venne ceduta all’americana Zenith Radio Corporation, intenzionata a realizzare esclusivamente movimenti a batteria. Per Zenith è un duro colpo, soprattutto dopo che aveva contribuito ad arricchire il mondo dell’orologeria meccanica con il primo calibro cronografico automatico ad alta frequenza, l'“El Primero”, datato gennaio 1969.
Nel 1978 Zenith torna in mano a investitori svizzeri (diventa proprietà della Dixi) e progressivamente ritorna ad essere l’importante Maison che era stata sino al decennio precedente, anche grazie alla fornitura, a partire da metà anni ottanta, del proprio movimento cronografico a importanti acquirenti quali Ebel, Rolex e, più di recente, Parmigiani e Panerai.

### Anni ottanta: la diffusione dei movimenti al quarzo

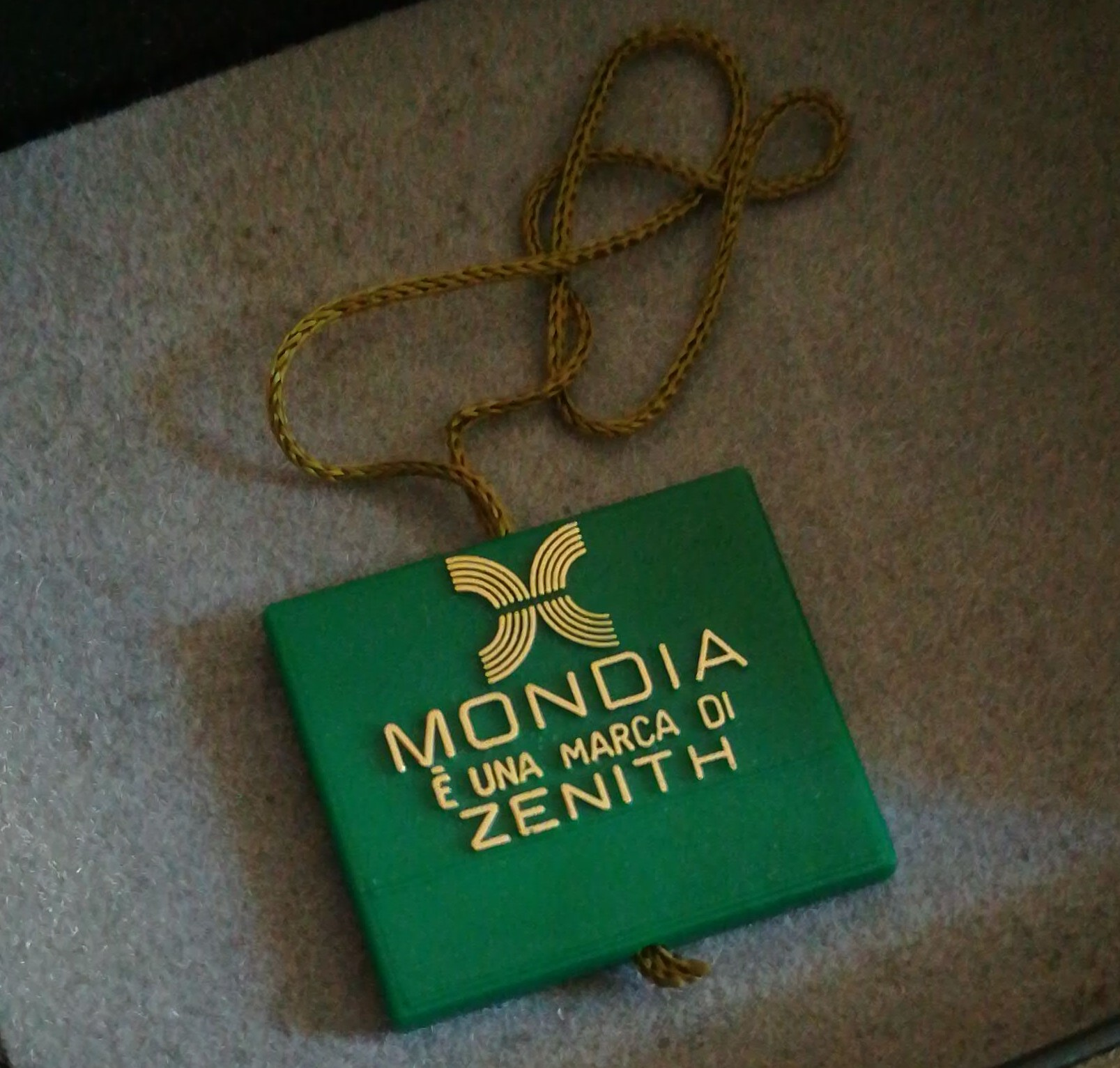
Cartellino prezzo Mondia fine anni ottanta che fa riferimento alla partnership con Zenith

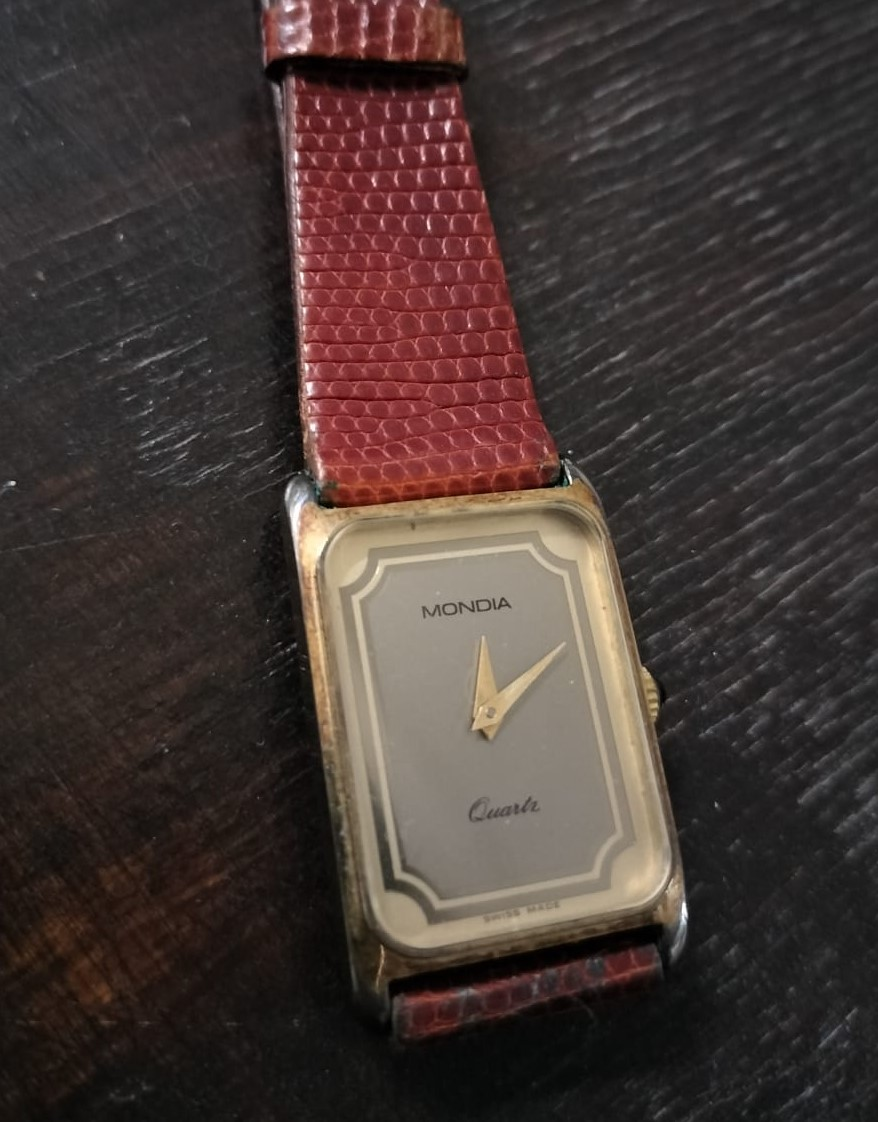
Mondia al quarzo da donna metà anni ottanta, placcato

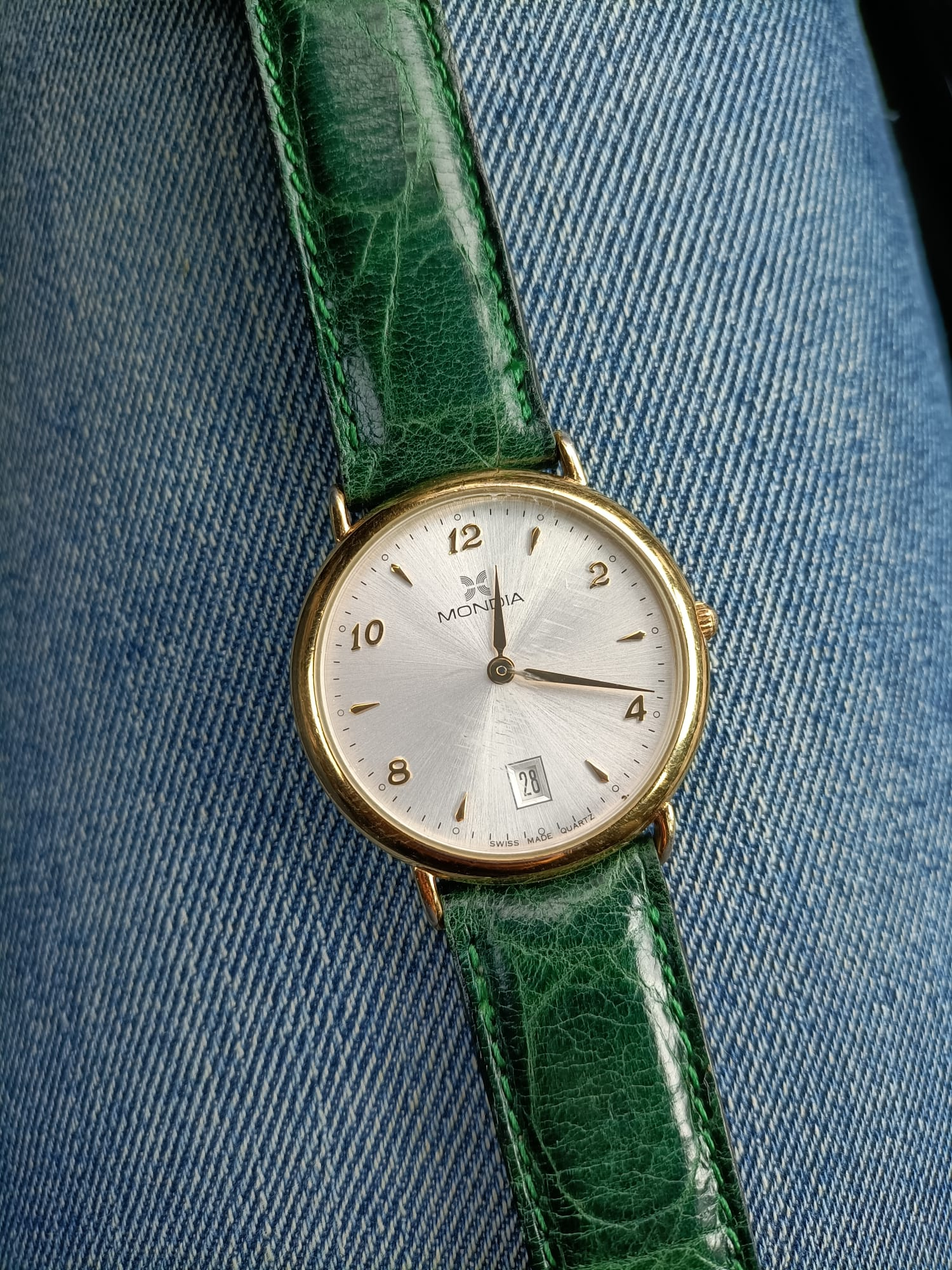
Mondia al quarzo placcato oro, fine anni ottamta/inizio novanta

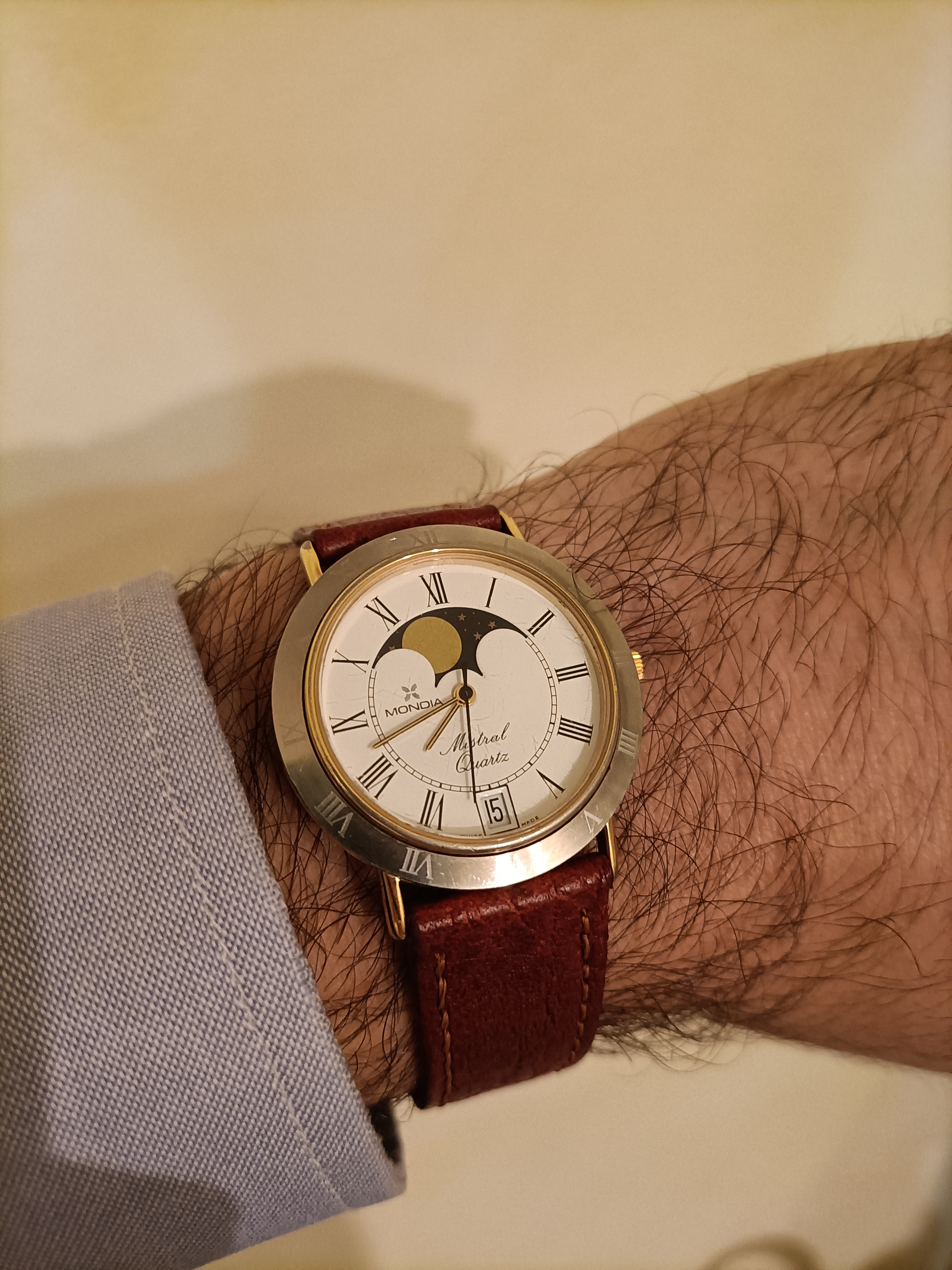
Mondia Mistral Moonphase al quarzo, fine anni ottanta - inizio anni novanta

Movado viene ceduta nel 1983 a una holding statunitense, la North American Watch Company (ribattezzata Movado Group nel 1996), mentre Mondia continua la propria partnership con Zenith sotto l’egida di Dixi: ora a catalogo propone per lo più segnatempo al quarzo, dalle linee piuttosto classiche, dagli ingombri contenuti, con casse anche di forma, molto spesso placcate.

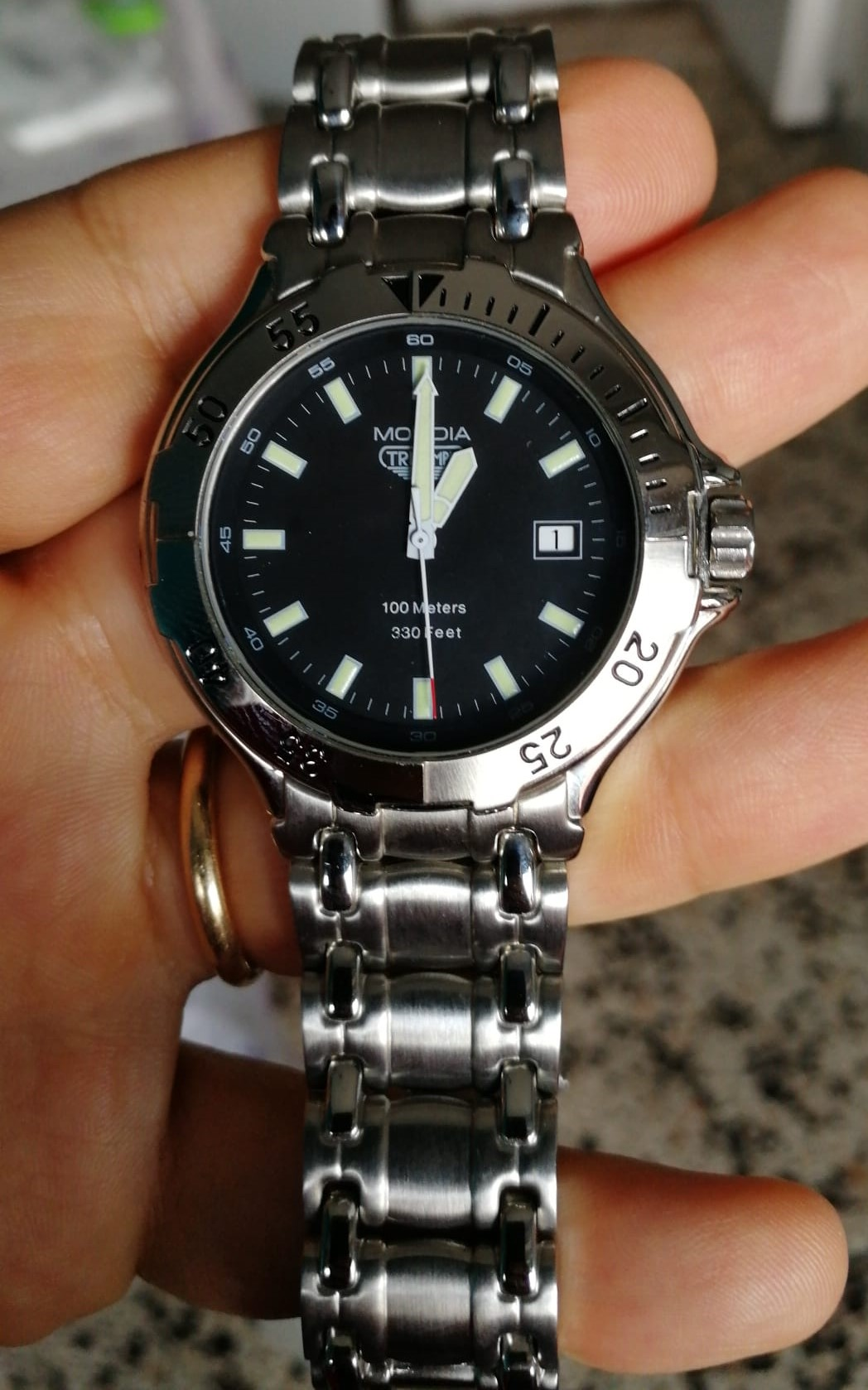
Mondia Triumph al quarzo, anni Novanta

Nascono nuove collezioni, come l’elegante Madison, e gli sportivi Triumph e Top Class 3000, che strizzano l’occhio a un pubblico più giovanile e sportivo, oppure Mistral, una collezione assai vasta che propone prettamente raffinati dress watch alternativi ai coevi Longines, ma anche cronografi in oro dal taglio formale e qualche modello sportivo.
Anche in questo periodo però non mancano alcune stravaganze, come il Mistral Arizona, un solotempo dal piglio sportivo che consentiva all’ utilizzatore di sollevare la cassa e di accedere ad una bussola. Gli orologi venivano venduti, insieme al corredo, con una targhetta che recitava “Mondia è una marca di Zenith”, senza dubbio a volerne sottolineare la prestigiosa partnership. 
Nonostante l’abbondante utilizzo di movimenti alimentati a batteria, è ancora possibile ammirare qualche cronografo automatico o a carica manuale, come quelli sopracitati, alimentati da un valido e robusto Valjoux 7750 o 7760, da qualche loro derivato, o da Lemania. Si può già comunque vedere qualche forma di risparmio operata per quanto riguarda le casse, che iniziano a non essere più logate, o per gli spessori inseriti per adattare il calibro alla cassa, che sono in plastica.
Stessa sorte tocca anche a Zenith, in quanto verso la seconda metà degli anni ottanta opera un’importante economizzazione nei suoi prodotti, che si pongono quasi come alternativa degli stessi Mondia (basti osservare la linea Zenith Cosmopolitan, con spessori in plastica e casse sempre meno frequentemente in acciaio, o alcuni modelli al quarzo della collezione Epervier).
A cavallo fra gli anni ottanta e novanta era piuttosto facile acquistare un segnatempo al quarzo Mondia placcato oro per un prezzo attorno alle 350/400.000 lire, e arrivare a spendere fino a 3 milioni circa per i cronografi animati da calibri meccanici. Non è difficile, ancora oggi, reperire uno Zenith di quel periodo a un prezzo attorno ai 300 euro e un Mondia, dotato di identico calibro al quarzo (generalmente un ETA della serie  955) a meno della metà. Di questo periodo faceva parte anche il Safari, orologio dal piglio sportivo e robusto, con cassa rotonda in acciaio o in ottone brunito e ghiera unidirezionale con tacche molto marcate, presentato in versione solo tempo o con calendario e movimenti al quarzo o automatici.

### Anni '90 e attualità: il gruppo Zenith si scioglie e Mondia diventa italiana

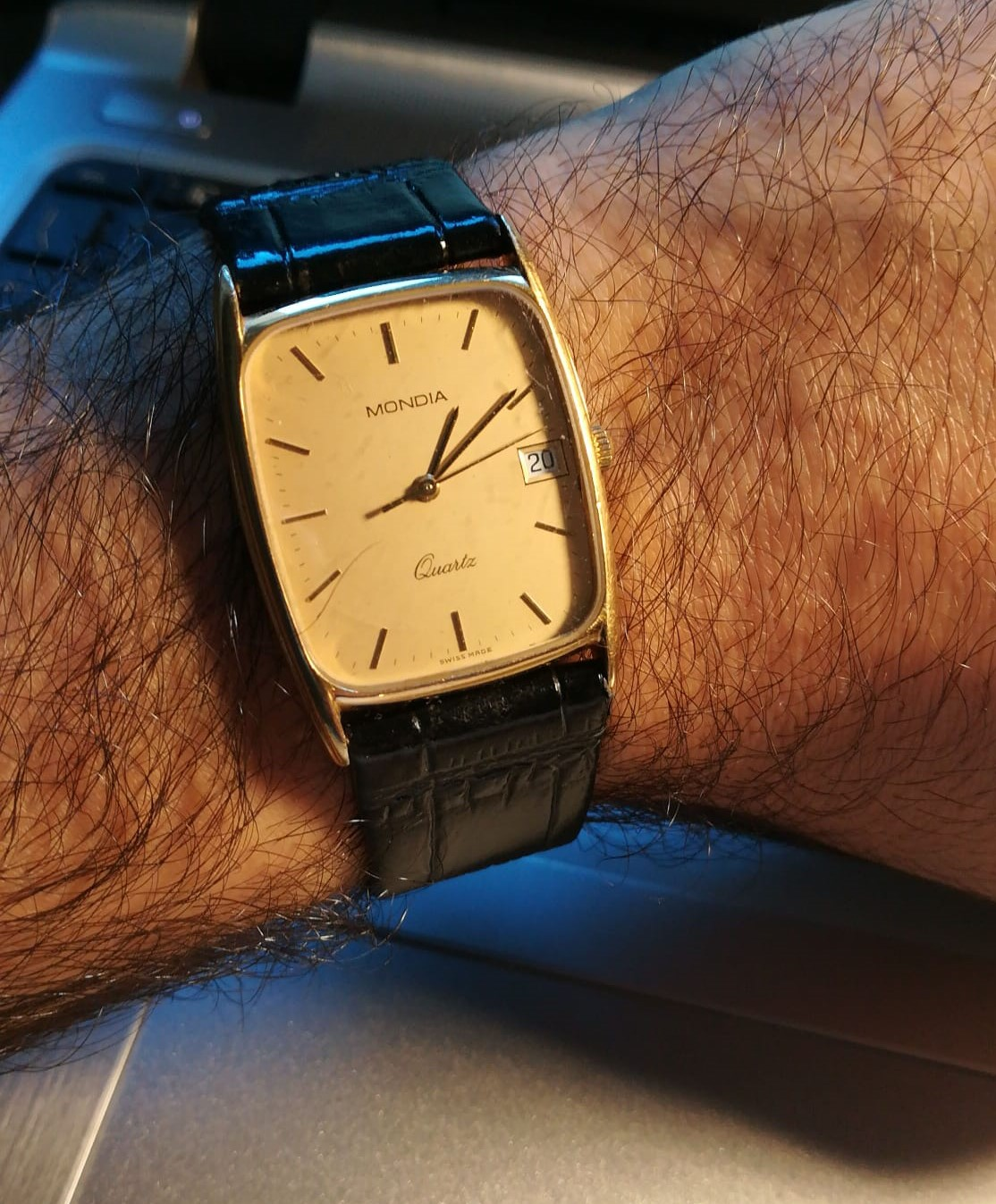
Mondia rettangolare al quarzo, prodotto tra gli anni Ottanta e Novanta

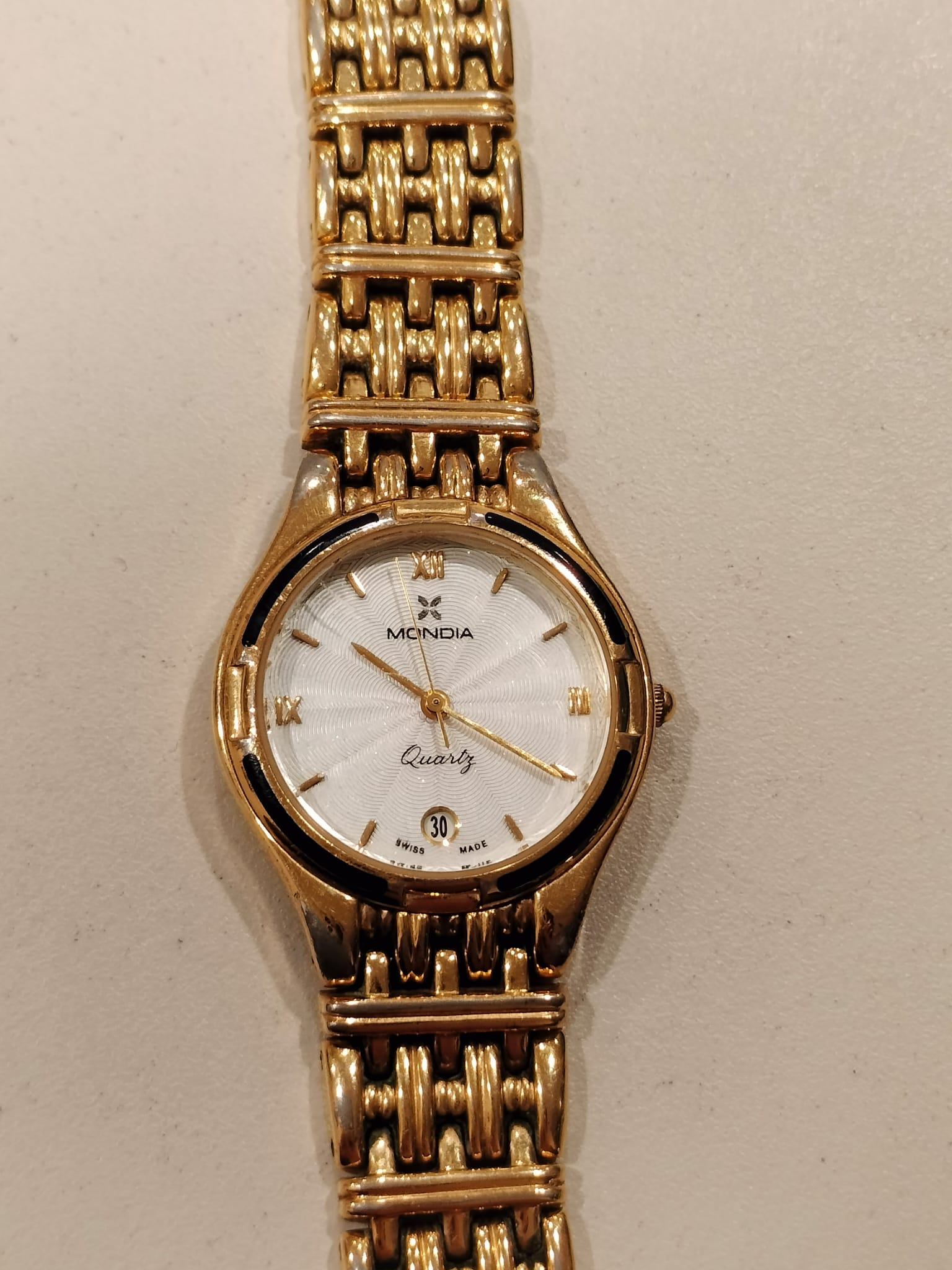
Mondia al quarzo da donna placcato oro, prima metà anni Novanta

Nel 1990 Mondia viene ceduta alla Sordi S.P.A.
Questa data viene riportata all’interno della breve storia reperibile sul sito della stessa casa orologiera, tuttavia su alcuni blog si dice che la proprietà sia stata passata nel 2001, lasciando quindi alcuni dubbi sul destino dell’azienda negli anni novanta (periodo nel quale Mondia ha continuato a produrre e vendere orologi sia al quarzo sia meccanici). La precisazione non è fatta per pura pignoleria visto che sappiamo per certo che i destini di Mondia e Zenith si separano definitivamente nel 1999, quando la Maison di Le Locle viene acquistata dal polo del lusso LVMH: quest’ultima, infatti, non avrebbe avuto alcun interesse ad acquisire anche Mondia. La Sordi S.P.A. è comunque l’attuale proprietaria del marchio, e ha saputo valorizzarlo, evitando che alla casa venisse affibbiato l’infame titolo di “nobile decaduta”, sorte invece toccata ad altri marchi che un tempo furono gloriosi.

## Produzione del XXI secolo
Con il Nuovo Millennio viene ripristinato il vecchio logo degli anni cinquanta (che nei decenni precedenti era proposto solo raramente), abbandonando definitivamente quello utilizzato durante il periodo Zenith, quasi a voler tagliare col proprio passato recente, e ci si concentra maggiormente su una realizzazione di segnatempo di moda, al quarzo, con inferiori contenuti tecnici. Nel frattempo si è avuta la diffusione della collezione Affinity, per lo più pensata per il pubblico femminile e la collezione Campus, dedicata a segnatempo sportivi. Negli anni 2000 è nata anche la marca College by Mondia, che realizza segnatempo più colorati e giocosi, spesso proposti in materiali come il silicone e dotati di parti intercambiabili. Il più bello è sicuramente la riedizione del Moonstone. Oggi Mondia è stata divisa in due anime, per così dire: Mondia Italy, che realizza orologi di primo prezzo, al quarzo o meccanici con movimenti Seiko, e Mondia Swiss, presentata alla fiera Baselworld 2016, con cui la casa è ritornata a offrire orologi con calibro automatico di fornitura: si tratta per lo più di Sellita SW200 e Valjoux 7750.
Oggi a catalogo, da citare, c’è il cronografo Bolide, degno di nota nella versione con corona al 6 e pulsanti crono al 5 e al 7, mosso da un Miyota, che strizza l’occhio al mondo delle corse automobilistiche, delle quali il proprietario del brand è un appassionato. Da segnalare sono anche i Mondia Madison al quarzo skin diver, solo tempo o cronografi, con cassa a cuscino. Al fianco di questi orologi c’è anche una buona fetta di hommage oggi nella produzione della casa, che prevede la riproduzione di segnatempo per lo più Rolex, anche vintage.

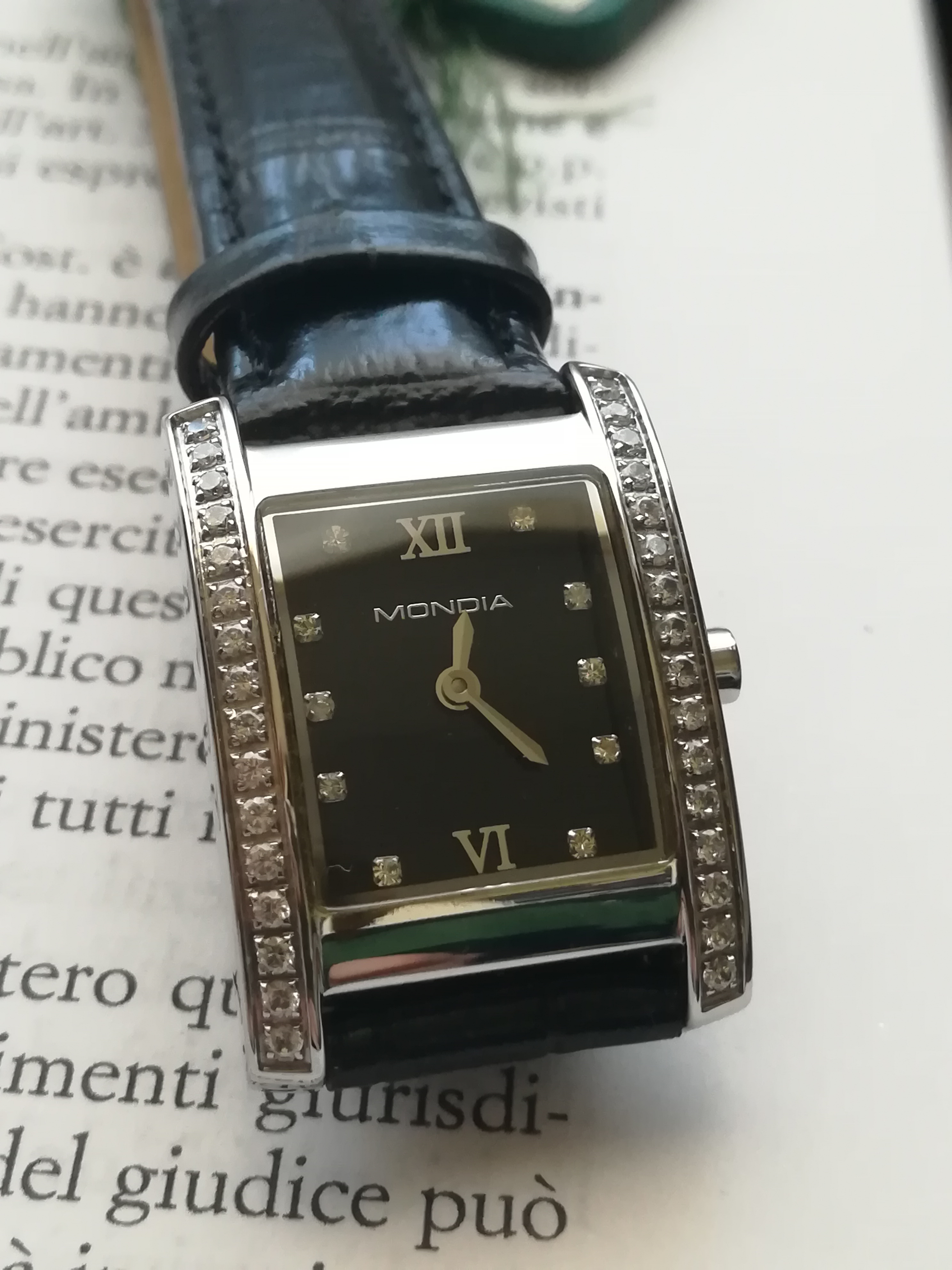
Mondia al quarzo da donna, 2009
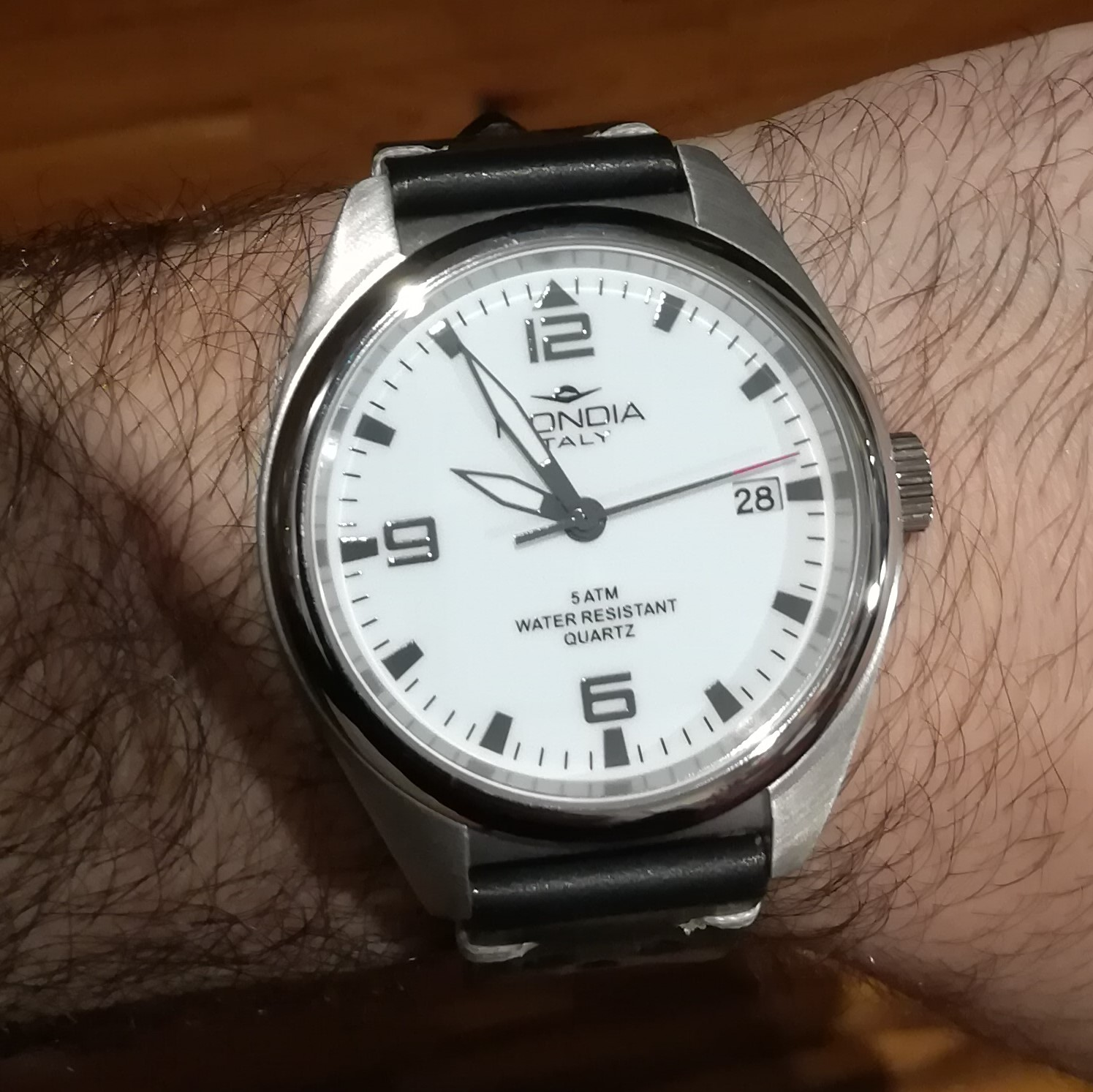
Mondia Campus, anni 2010
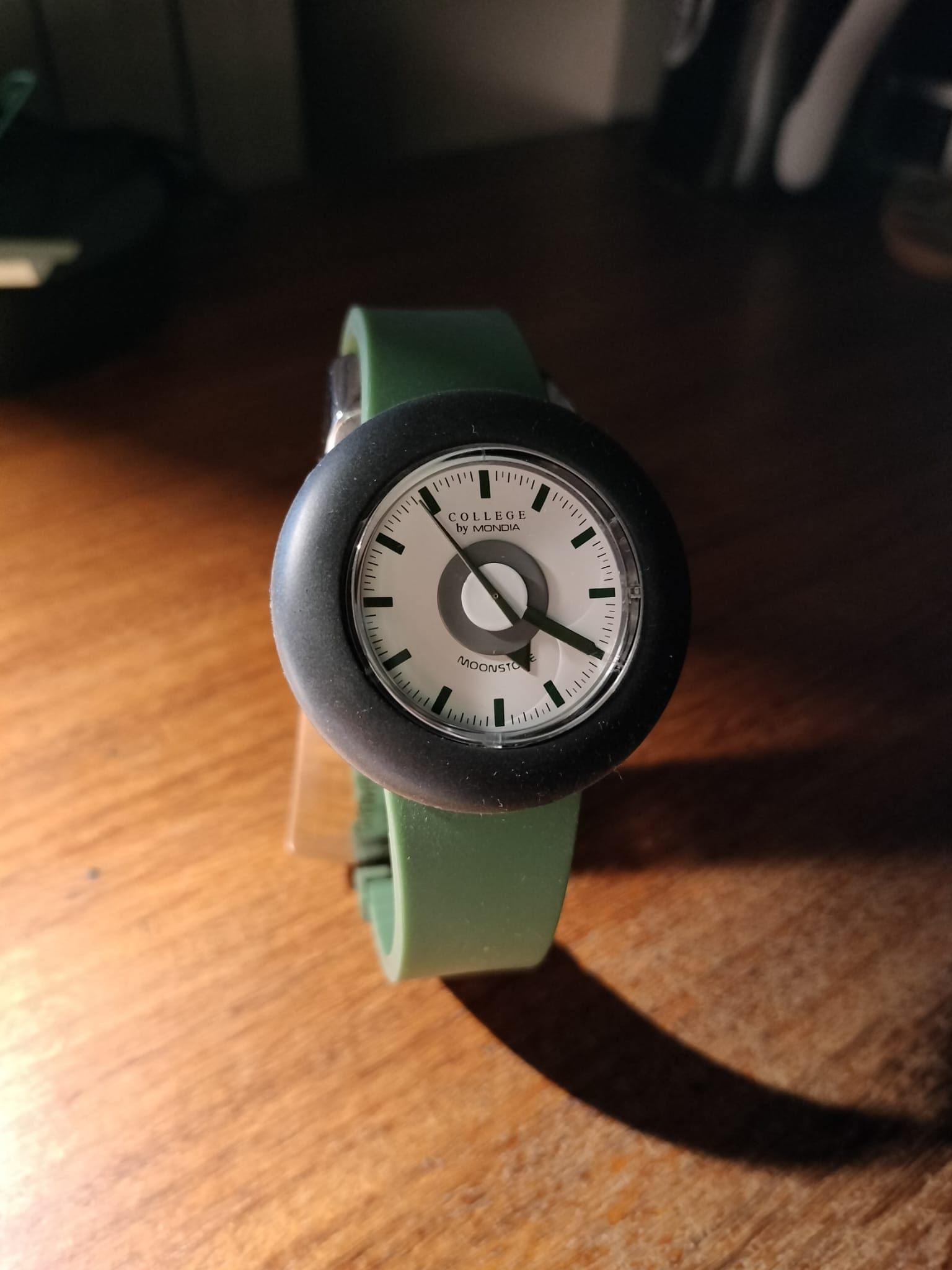
College by Mondia Moonstone, inizio anni 2010
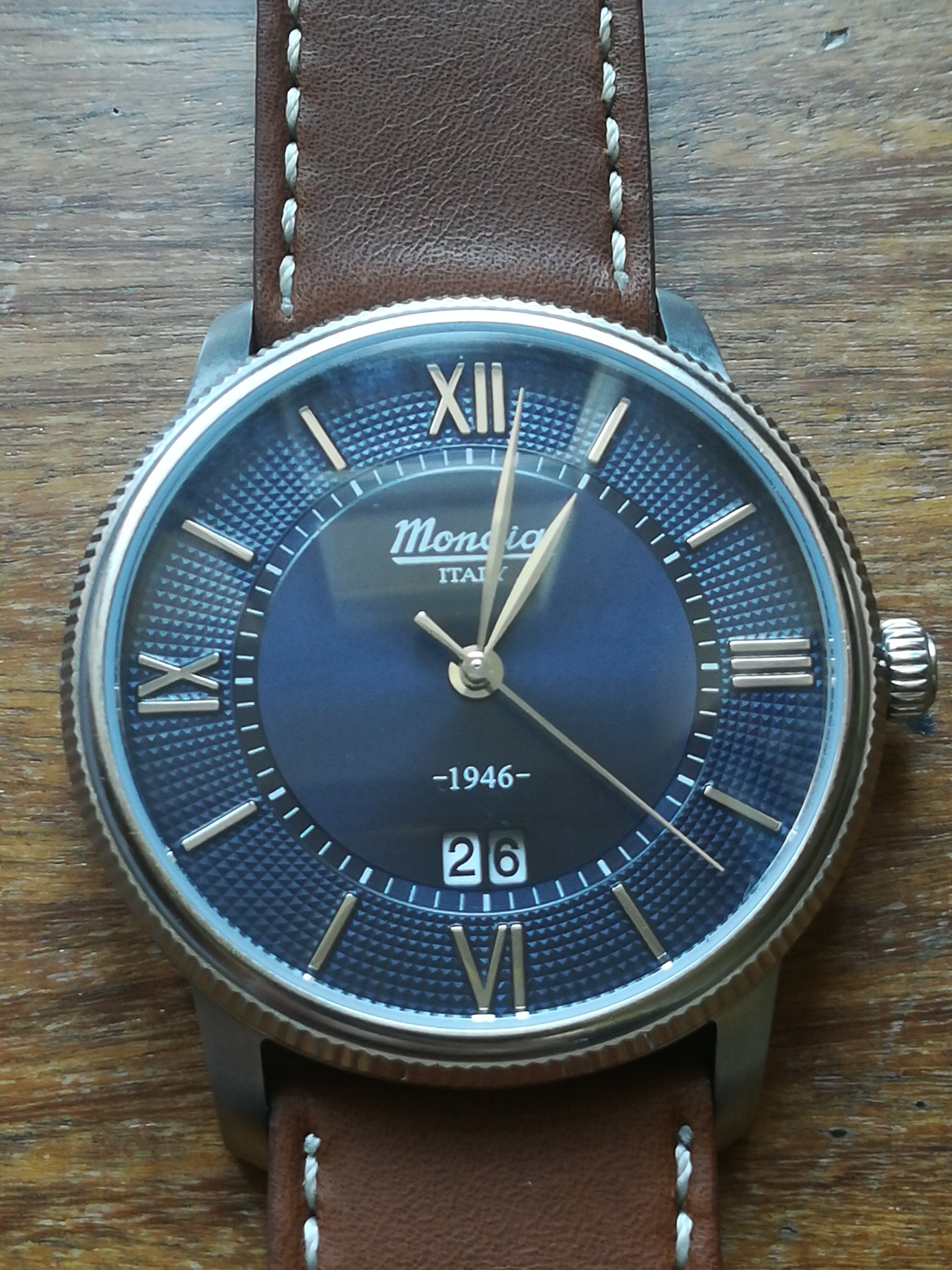
Mondia 1946 Gran Data, circa 2010
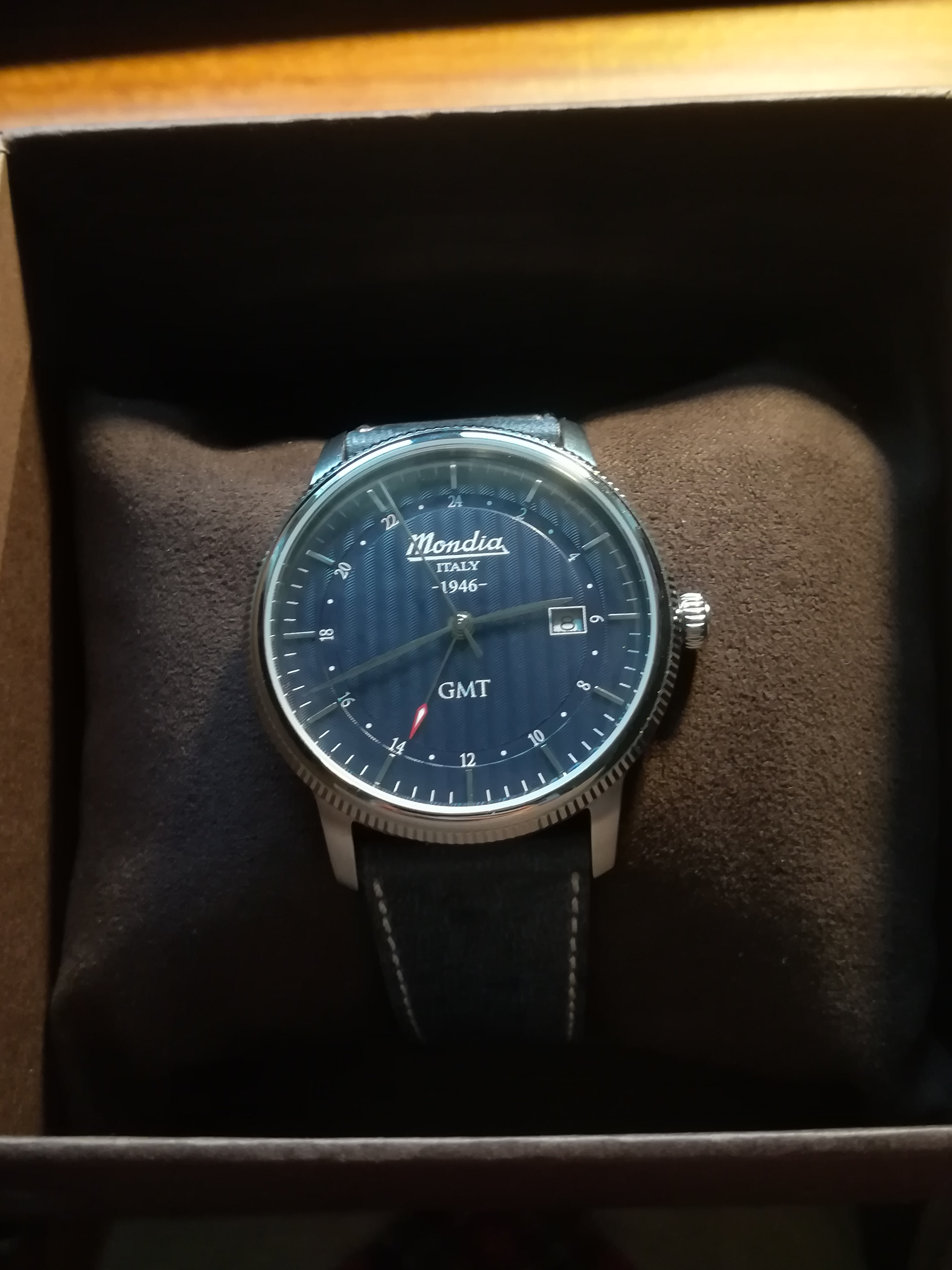
Mondia 1946 GMT al quarzo, anni 2010